# 維薩吉納斯
維薩吉納斯是位於立陶宛東部的一座城市。立陶宛最大的湖泊德鲁克夏伊湖就位於這座城市附近。維爾紐斯至陶格夫匹爾斯的鐵路穿行該市。通過高速公路，維薩吉納斯與全立陶宛各主要城市連接。維薩吉納斯有立陶宛唯一的一所核電站，也是世界上最大的核電站之一。有超過5000人在這座核電站工作。除此之外，市內還有1500多家小企業。